# Richard Vollrath
Richard Vollrath (* 16. Dezember 1848 in Sonneberg; † 2. November 1934 in Heppenheim (Bergstraße)) war ein deutscher Cellist.

## Leben
Richard Vollrath, Sohn eines Musikanten, erlernte das Cellospiel in Rudolstadt und studierte von 1865 bis 1867 bei Friedrich Wilhelm Ludwig Grützmacher. Nach Ableistung des Militärdienstes in Koblenz war Vollrath von 1871 bis 1873 Mitglied eines Orchesters in Ems, danach wirkte er in Dresden, wo er wiederum bei Grützmacher studierte. Später war er zwei Jahre lang erster Cellist im Wiesbadener Orchester und ab September 1876 im Mainzer Stadtorchester. Vollrath trat auch als Solist auf und erteilte Cellounterricht; unter anderem verkehrte er im Haus Zuckmayer und unterrichtete Carl Zuckmayer auf dem Cello.
Die Malerin Vala Lamberger ist seine Tochter.